# Lingkhor

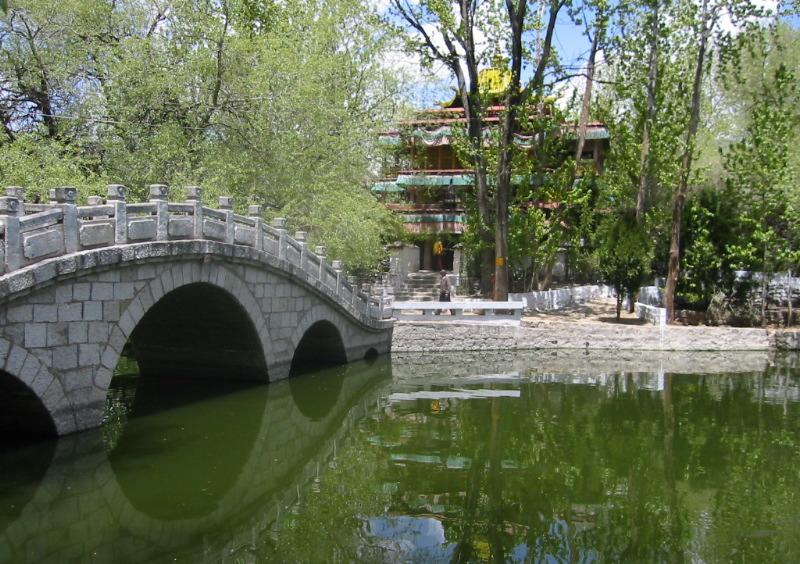
Parc, mare et chapelle derrière le Potala.

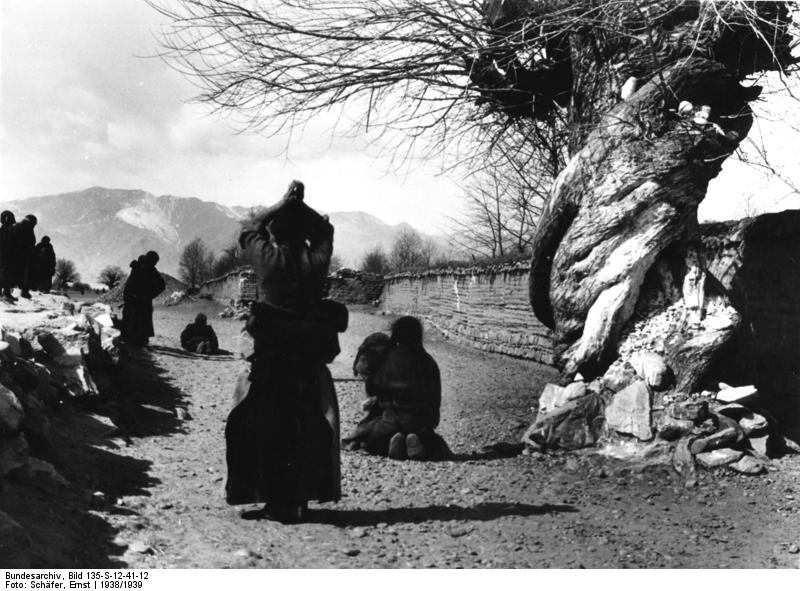
Saule sacré et pèlerins sur le Lingkhor en 1938.

Un lingkhor (en chinois : 外廓 ; pinyin : wàikuò), également translittéré en lingkor, linkhor, est un chemin dévotionnel, un circuit rituel de pèlerinage servant à pratiquer la circumambulation autour d'une ville au Tibet.

## Lingkhor de Lhassa
L'exemple le plus célèbre de chemin circumambulatoire est celui qui ceinturait la vieille ville de Lhassa avant l'incorporation du Tibet dans la République populaire de Chine et dont il ne subsiste qu'une portion aujourd'hui. Le lingkhor de Lhassa faisait 8 km de long et englobait la vieille ville, le palais du Potala et la colline de Chakpori. Il devait être parcouru par les pèlerins avant leur entrée dans la ville. La route traversait de petits parcs ombragés de saules où les citadins allaient pique-niquer en été et regarder des opéras en plein air les jours de fête.
Le lingkhor de Lhassa avait un pendant intérieur : le barkhor, lequel faisait le tour du temple de Jokhang, le sanctuaire le plus ancien et le plus sacré du Tibet. Un troisième larron était le nangkhor, corridor rituel cernant les chapelles intérieures du Jokhang. Lingkhor, barkhor et nangkhor sont parfois qualifiés de grand tour, moyen tour et petit tour.
Il reste encore une portion du lingkhor originel à l'ouest de Chakpori : son emplacement se repère à un point situé à 1 km à l'ouest du Potala. Le lingkhor s'étend avant le pont et à gauche de celui-ci entre des murs et des saules avant de tourner à droite et de se perdre dans une mare aux canards.
La majeure partie du lingkhor sud et ouest se fait maintenant dans des rues à six voies et il faut suivre les pèlerins pour s'y retrouver.

## Autres lingkhors
Il existe d'autres lingkhors que celui de Lhassa : par exemple aux monastères de Ganden, de Tashilhunpo ; à Dharamsala, en Inde, autour de la résidence du 14e dalaï-lama ; à Hüttenberg, en Autriche, à côté du musée Heinrich Harrer.

## Sources
- Lhasa Map: 1948
- Lhasa Map: 1980
- Lhasa Map: 1998
- Victor Chan, TIBET. Le guide du pèlerin, Éditions Olizane, 1998, 1211 p., p. 44.  (ISBN 2880862175),  (ISBN 9782880862176)
- Françoise Pommaret-Imaeda, Lhasa, lieu du divin : la capitale des dalaï-lama [sic] au 17e siècle, Éditions Olizane, 1997, 270 p., p. 76–77 et 81 -  (ISBN 2880861845),  (ISBN 9782880861841)